# Moustiers-Sainte-Marie

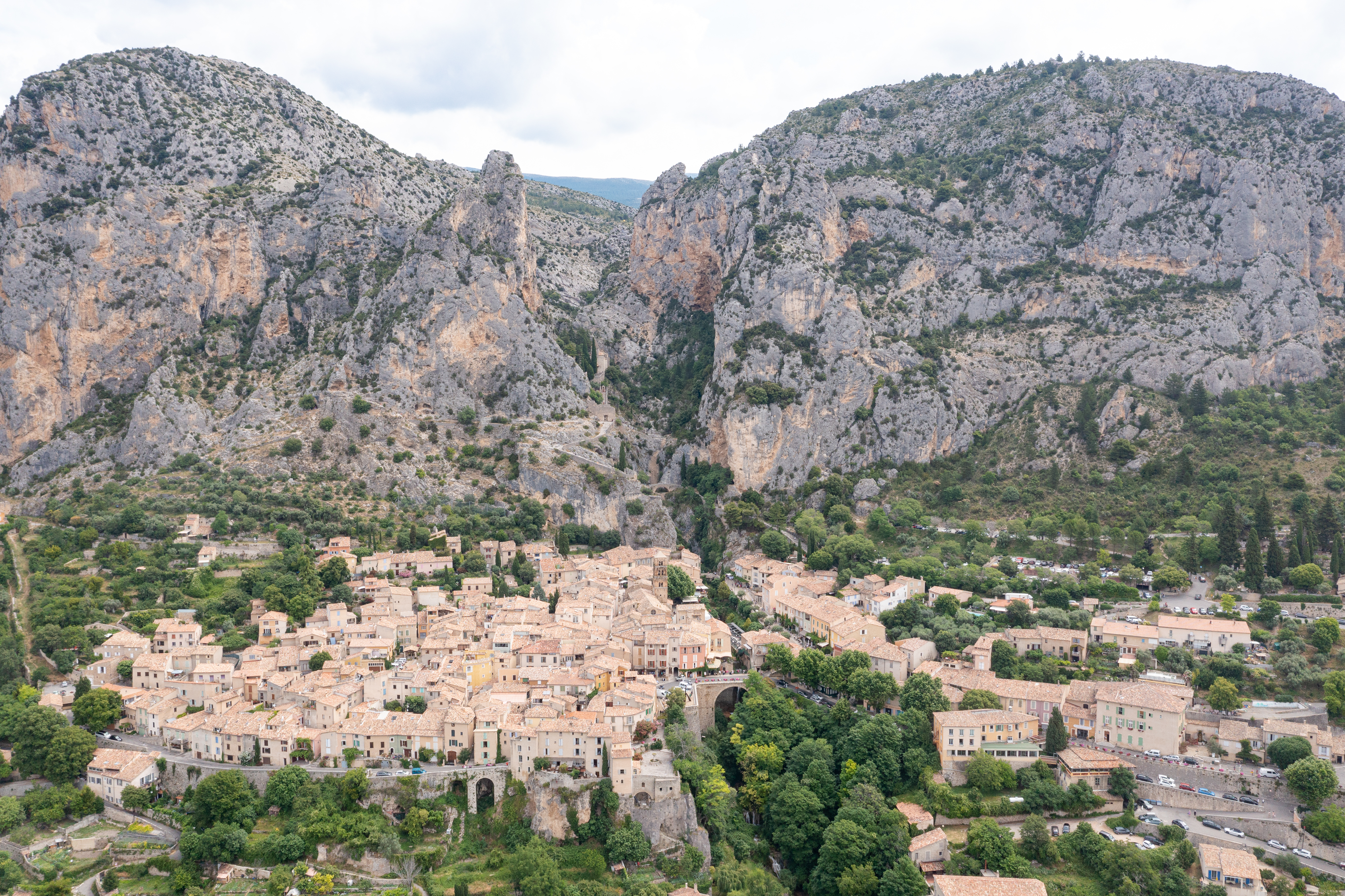
Moustiers-Sainte-Marie

Moustiers-Sainte-Marie (provenzalisch Mostiers Santa Maria, auch Moustié-Santo-Mario geschrieben) ist eine Gemeinde mit 695 Einwohnern (Stand 1. Januar 2022) im Département Alpes-de-Haute-Provence in der Region Provence-Alpes-Côte d’Azur in Frankreich. Der Fremdenverkehrsort ist eines der schönsten Dörfer Frankreichs. Die Gemeinde gehört zum Regionalen Naturpark Verdon, hier befindet sich auch die Parkverwaltung (Maison du parc).

## Lage und Klima
Das ungefähr 635 m hoch gelegene Bergdorf liegt im Quellgebiet mehrerer Bergbäche, die sich etwa 2 km südlich der Stadt zum Flüsschen Maïre vereinen, welches nach kurzem Lauf in den vom Verdon durchflossenen Lac de Sainte-Croix einmündet. Die Großstadt Marseille ist etwa 165 km (Fahrtstrecke) in südwestlicher Richtung entfernt; Nizza liegt ca. 145 km östlich; bis zur Verdonschlucht sind es etwa 30 km. Das Klima ist wechselhaft; Regen (ca. 700–900 mm/Jahr) fällt überwiegend im Winterhalbjahr.

## Bevölkerungsentwicklung
| Jahr                       | 1800 | 1851 | 1901 | 1954 | 1999 | 2021 |
| Einwohner                  | 1831 | 1473 | 907  | 444  | 625  | 706  |
| Quellen: Cassini und INSEE |      |      |      |      |      |      |

Die Reblauskrise und die zunehmende Mechanisierung der Landwirtschaft führten in der ersten Hälfte des 20. Jahrhunderts zu einem Mangel an Arbeitsplätzen und in der Folge zu einem deutlichen Bevölkerungsrückgang. Seit der Mitte des 20. Jahrhunderts kam es infolge des Tourismus zu einem gemäßigten Bevölkerungswachstum.

## Wirtschaft
Ackerbau (v. a. die Anpflanzung von Olivenbäumen) und Viehzucht (v. a. Schafe und Ziegen) bilden seit Jahrhunderten die Lebensgrundlage der Bevölkerung; im Ort selbst haben sich Händler und Handwerker angesiedelt. Im 17. und 18. Jahrhundert hat sich eine bedeutende Fayence-Herstellung etabliert.

### Fayence de Moustiers
Seit dem Mittelalter gibt es in Moustiers Keramikhandwerk. Im 17. Jahrhundert ging man dazu über, die Technik der Fayence anzuwenden, und so wurde der Ort ein Zentrum der Fayence-Herstellung, die bis ins 19. Jahrhundert andauerte. Wegen sinkender Nachfrage aufgrund gefallener Preise für Porzellan endete die Produktion in Moustiers. Im 20. Jahrhundert wurde das Handwerk aber wieder belebt, so dass man heute im Ort einige Betriebe und Geschäfte findet, wo diese spezielle Keramik hergestellt und angeboten wird. Ein Museum zeigt die Technik der Fayence und stellt einige schöne Beispiele aus.

## Geschichte
In der Umgebung des Ortes finden sich steinzeitliche Siedlungsspuren; antike Überreste wurden bislang nicht entdeckt. Die eigentliche Gründung des Ortes geht jedoch auf die Ansiedlung einer Mönchsgemeinde im 5. Jahrhundert zurück. Das Kloster gehörte bis ins 12. Jahrhundert zur Abtei Lérins; danach kam es in den Besitz der Grafen der Provence.

## Sehenswürdigkeiten
- Die katholische Pfarrkirche Notre-Dame-de-l’Assomption, ein romanischer Bau im lombardischen Stil aus dem 13./14. Jahrhundert, steht seit dem Jahr 1913 als Monument historique unter Denkmalschutz.
- Auf einem Felsplateau oberhalb des Dorfes liegt die Kapelle Notre-Dame de Beauvoir aus dem 16. Jahrhundert, die seit 1921 als Monument historique anerkannt ist.
- Über dem Ort hängt ein metallener Stern an einer 135 m langen Kette, die die Talenge überspannt. Seine Errichtung geht auf das Gelübde eines Kreuzritters an die Jungfrau Maria zurück, wurde aber wiederholt erneuert.
- Eine mittelalterliche Brücke quert den Bergbach Adou.
- Das Fayence-Museum wurde im Jahr 1930 eröffnet.

Siehe auch: Liste der Monuments historiques in Moustiers-Sainte-Marie

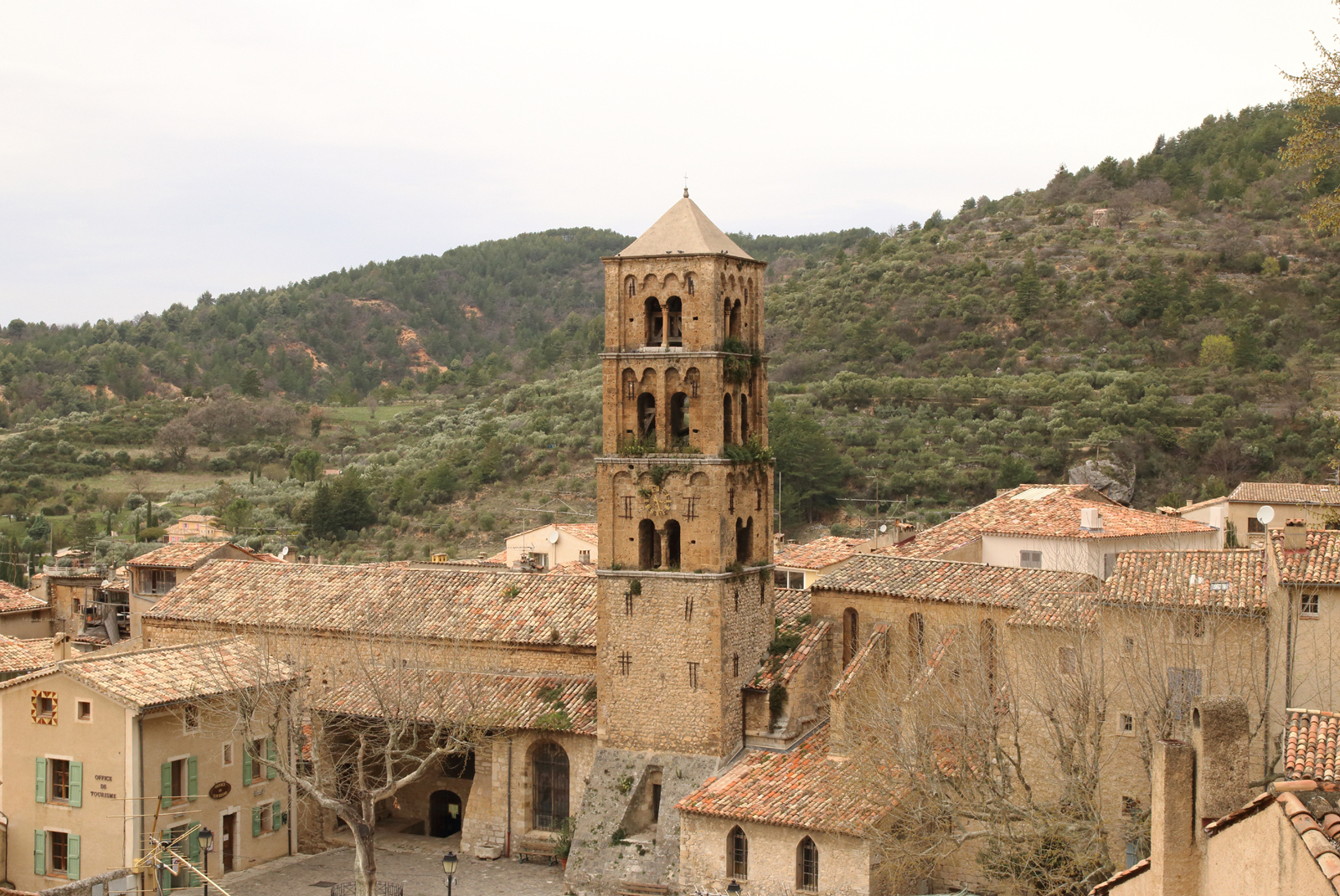
Notre-Dame-de-l’Assomption
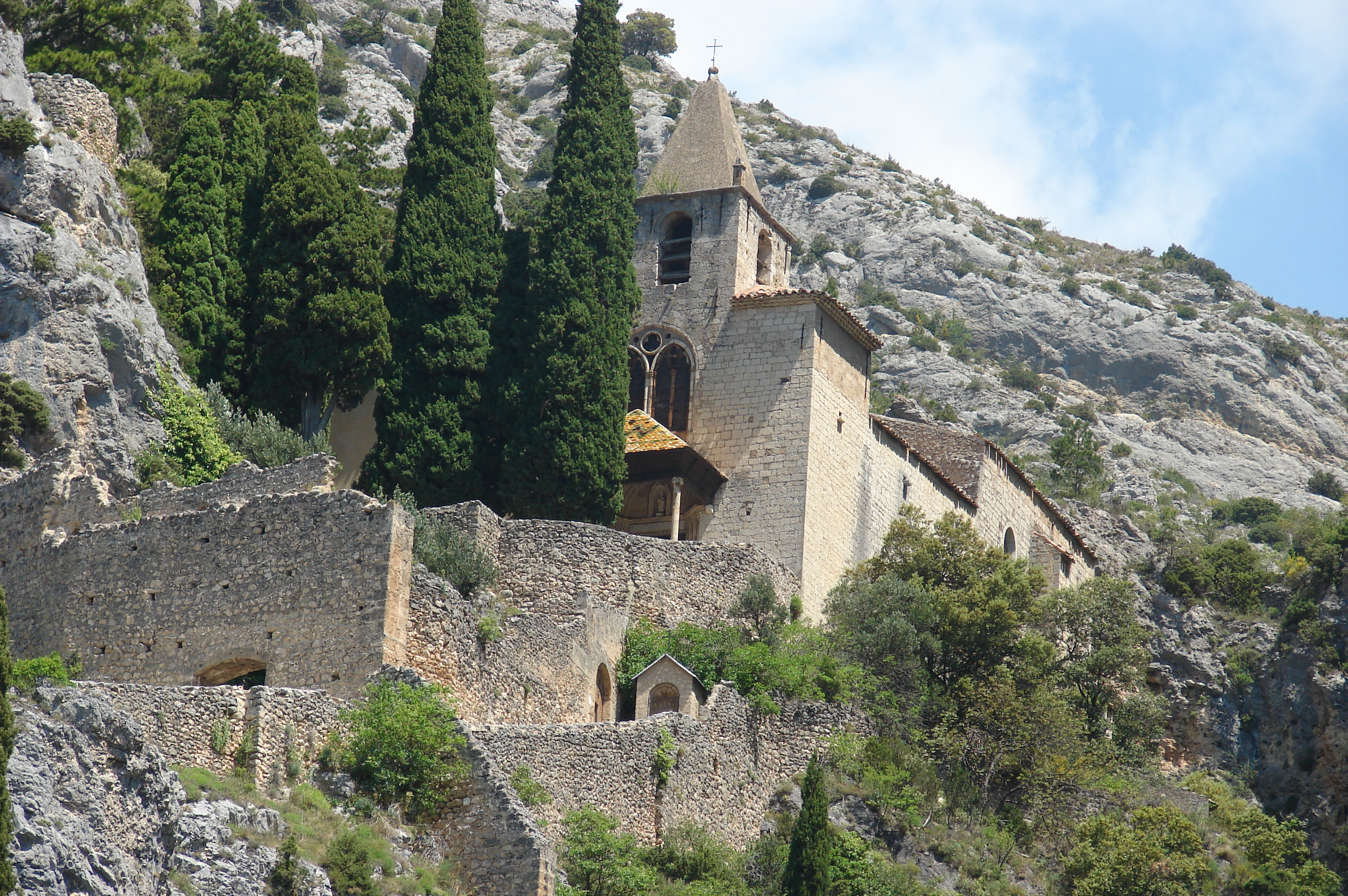
Notre-Dame de Beauvoir
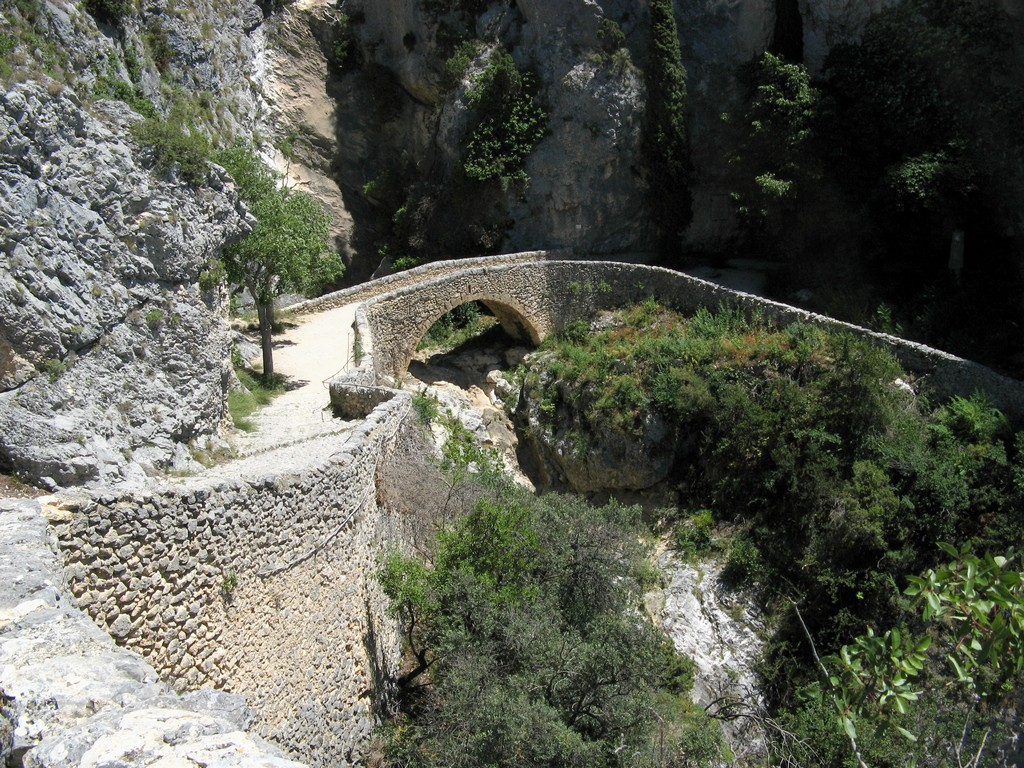
Brücke
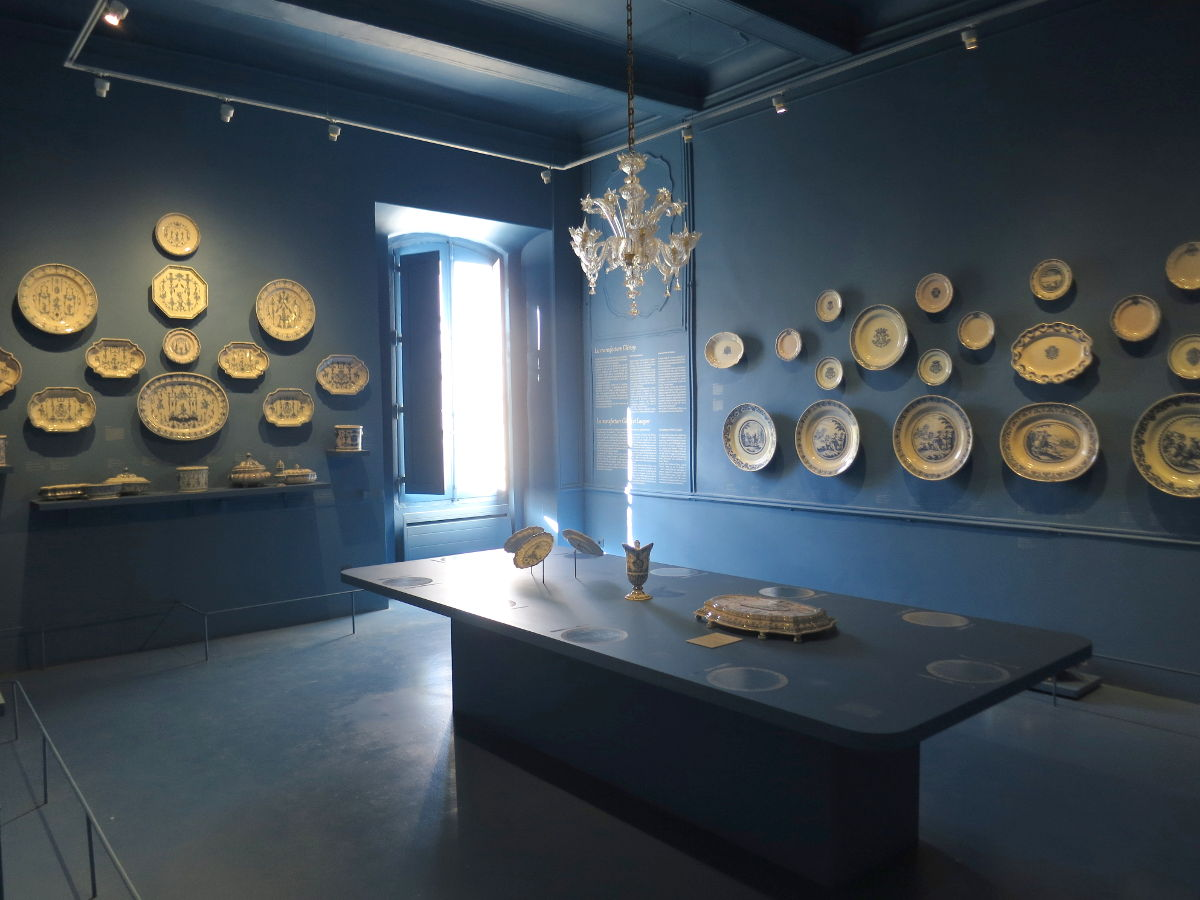
Fayence-Museum
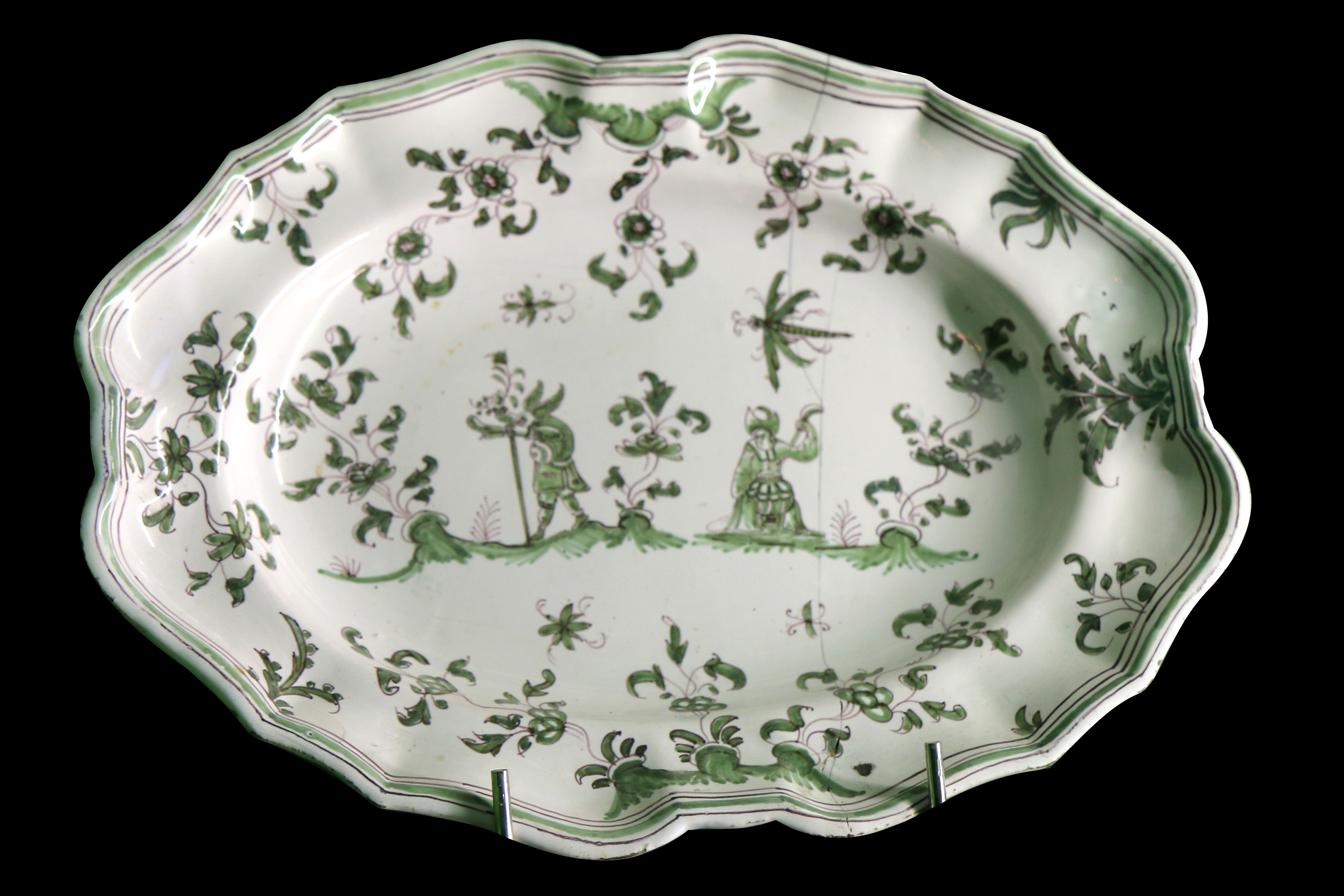
Fayenceschale aus Moustiers, 18. Jh.
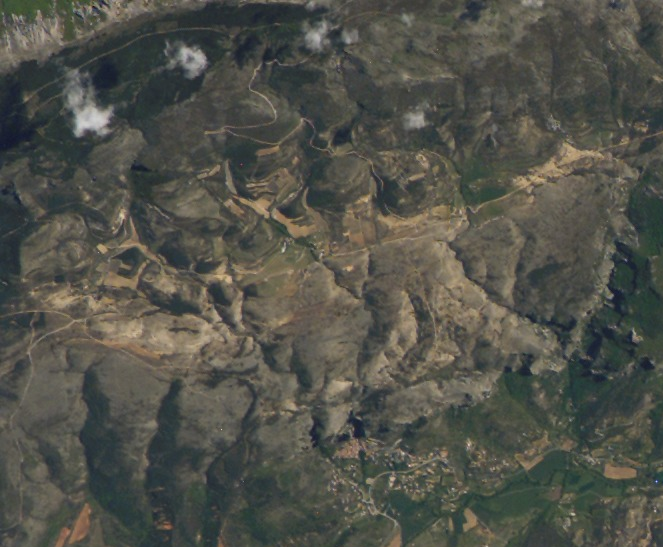
Ein Weltraumbild der Felsen und Schluchten

## Gemeindepartnerschaften
Partnergemeinde von Moustiers ist die italienische Gemeinde Montelupo Fiorentino in der Toskana.

## Sonstiges
- Zwei leichte Erdbeben (séismes) wurden in den Jahren 1887 und 1951 registriert.